# Nagia pilipes
Nagia pilipes là một loài bướm đêm trong họ Noctuidae.